# Paragonita
La paragonita es un mineral de la clase de los filosilicatos, y dentro de esta pertenece al llamado “grupo de la mica”. Fue descubierta en 1843 en el valle de Chironico, en el cantón del Tesino (Suiza), siendo nombrada así del griego paragon que significa "inducir a error", en alusión a su parecido con el talco.

## Características químicas
Es un aluminio-filosilicato de sodio, hidroxilado y anhidro, que contiene hojas de mica compuestas de anillos de tetraedros y octaedros. Dentro del grupo de la mica es considerado una mica rara con sodio.
Forma una serie de solución sólida con la moscovita (KAl2(Si3Al)O10(OH)2), en la que la sustitución gradual del sodio por potasio va dando los distintos minerales de la serie. Además de los elementos de su fórmula, suele llevar como impureza algo de potasio.
Presenta tres politipos:
- Paragonita-1M
- Paragonita-2M1
- Paragonita-3T

## Formación y yacimientos
Mineral metamórfico formado en esquistos y gneises bajo un amplio rango de condiciones de presión y temperatura. Es raro de encontrar, pero puede presentarse en grandes cantidades, en filitas de metamorfismo de grado medio a bajo, en gneisses con biotita y moscovita, en vetas de cuarzo, sedimentos de grano fino y rocas con glaucofana.
Suele encontrarse asociado a otros minerales como: cianita, estaurolita, moscovita, cuarzo, glaucofana, clorita, granate, turmalina, calcita o actinolita.